# Tori-Bossito
Tori-Bossito es una comuna beninesa perteneciente al departamento de Atlantique.
En 2013 tiene 57 632 habitantes, de los cuales 14 844 viven en el arrondissement de Tori-Bossito.
Se ubica sobre la carretera RN1, unos 20 km al norte de Ouidah.

## Subdivisiones
Comprende los siguientes arrondissements:
- Avamè
- Azohouè-Aliho
- Azohouè-Cada
- Tori-Bossito
- Tori-Cada
- Tori-Gare